# Motor-Roller
Motor-Roller (kaz. i ros. Мотор-Роллер) – kazachska grupa rockowa wykonująca swoją muzykę w języku rosyjskim. Zespół został założony w 1993 roku w Ałmaty. Jego liderem oraz autorem większości piosenek jest Iłjas Ajutow. 

## Skład zespołu[2]
- Iłjas Ajutow - wokal, gitara
- Asjet Narmanbjetow - gitara, boczny wokal
- Sjemen Pałwanow - keyboard – boczny wokal
- Artjem Pyłnow - perkusja
- Stanisław Czastuchin - gitara basowa

## Dyskografia[3]

### Albumy studyjne
- Сидя на глобусе (1999)
- Любовь весом 150 кг (2003)[1]
- Рекламаbad (2007)[1]
- Апоптоз (2010)[1]
- Music For The Scorpion (2013)
- I ♥ Baranina (2014)